# Said bin Sultan Dhamija
Said bin Sultan Dhamija (nacido el 20 de agosto de 1990) es un ejecutivo y empresario emiratí que trabaja en el sector inmobiliario, la hostelería, la ingeniería y la tecnología en Abu Dabi (Emiratos Árabes Unidos).
Es presidente y director general de ADCN (Al Dawliah Capital Network LLC), un holding privado de Abu Dabi con activos por valor de más de 11.500 millones de dólares, y director general de Cadena, una empresa multinacional de tecnología y servicios de salida al mercado.

## Primeros años y educación
Sid Dhamija nació el 20 de agosto de 1990 en Abu Dabi (Emiratos Árabes Unidos). Su padre hizo carrera en la industria del petróleo y el gas de Abu Dabi, trabajando para ADNOC. Su madre era profesora en el Higher Colleges of Technology (HCT) de Abu Dabi.
Dhamija terminó el bachillerato en la Escuela Internacional de Choueifat en Abu Dabi. Posteriormente, se licenció en Ingeniería Informática en la Universidad de California en San Diego. Después, amplió su formación con un máster en informática por la Universidad de Texas en Austin y un doctorado en inteligencia artificial y ciencia de datos por el Instituto del Centro de Ingeniería Industrial de los EAU (Instituto CIE EAU).

## Trayectoria profesional
Sid Dhamija ha ocupado varios puestos de liderazgo en diferentes áreas. Es Vicepresidente del Consejo Empresarial India-Arabia Saudí (ISABC, por sus siglas en inglés) y Secretario General del Consejo de Comercio India-México. Ocupa también varias presidencias, entre ellas las de Bambu Real Estate, Northern River Restaurant Group, Suntari Resorts Maldives, ADCN Engineering Services y ADCN Energy. Además, es Canciller Honorario e Investigador Jefe del Centro del Instituto de Ingeniería Industrial.
En 2017, Sid Dhamija cofundó Cadena, una empresa multinacional de servicios y tecnología.
Tras supervisar inicialmente varias iniciativas de transformación digital en todo el grupo, Sid Dhamija fue nombrado presidente y director general de ADCN, el principal holding privado diversificado de Abu Dabi, que posee varias entidades, entre ellas ADCN Energy y ADCN Engineering Services.
También ha ocupado puestos de sénior en organismos comerciales como el Consejo Empresarial India-Arabia Saudí, el Consejo Empresarial India-México y la Sección del CCG del Banco Mundial y el Fondo de Desarrollo del Golfo.
Además, ha participado en Comités Reales y Organismos Gubernamentales de toda la región del CCG como líder empresarial y experto en la materia.

## Actividades públicas
Sid Dhamija fundó y presidió la Sid Dhamija Family Charitable Foundation (Fundación Benéfica de la Familia Sid Dhamija), centrada en apoyar iniciativas humanitarias dirigidas por organizaciones sin fines de lucro e instituciones educativas de todo el mundo. Trabaja para satisfacer las necesidades humanas básicas de los jóvenes desfavorecidos socioeconómicamente, los ancianos, las personas con discapacidades físicas, emocionales y mentales, y las personas con menos recursos materiales.

## Premios
- Logros Destacados en el Desarrollo Empresarial, CSSCOPE 2021, Shanghái, China
- Estrella Brillante Global en Negocios Internacionales, CSSCOPE 2021, Shanghái, China
- Presidente, Comité de Millennials de CIPS MENA, 2016-2020
- Premio Honorífico en Negocios Éticos, Consejo de Comercio del Golfo, 2019
- Estrella del Crecimiento Empresarial, Majlis para los Líderes Empresariales de los EAU, 2021